# Wawrzynek główkowy
Wawrzynek główkowy, wawrzynek główkowaty (Daphne cneorum L.) – gatunek krzewu należący do rodziny wawrzynkowatych. Występuje dziko w południowej i środkowej Europie. W Polsce (gdzie osiąga północno-zachodnią granicę zasięgu) znaleźć go można na Wyżynie Lubelskiej, Wyżynie Sandomierskiej i w Kotlinie Sandomierskiej.

## Morfologia

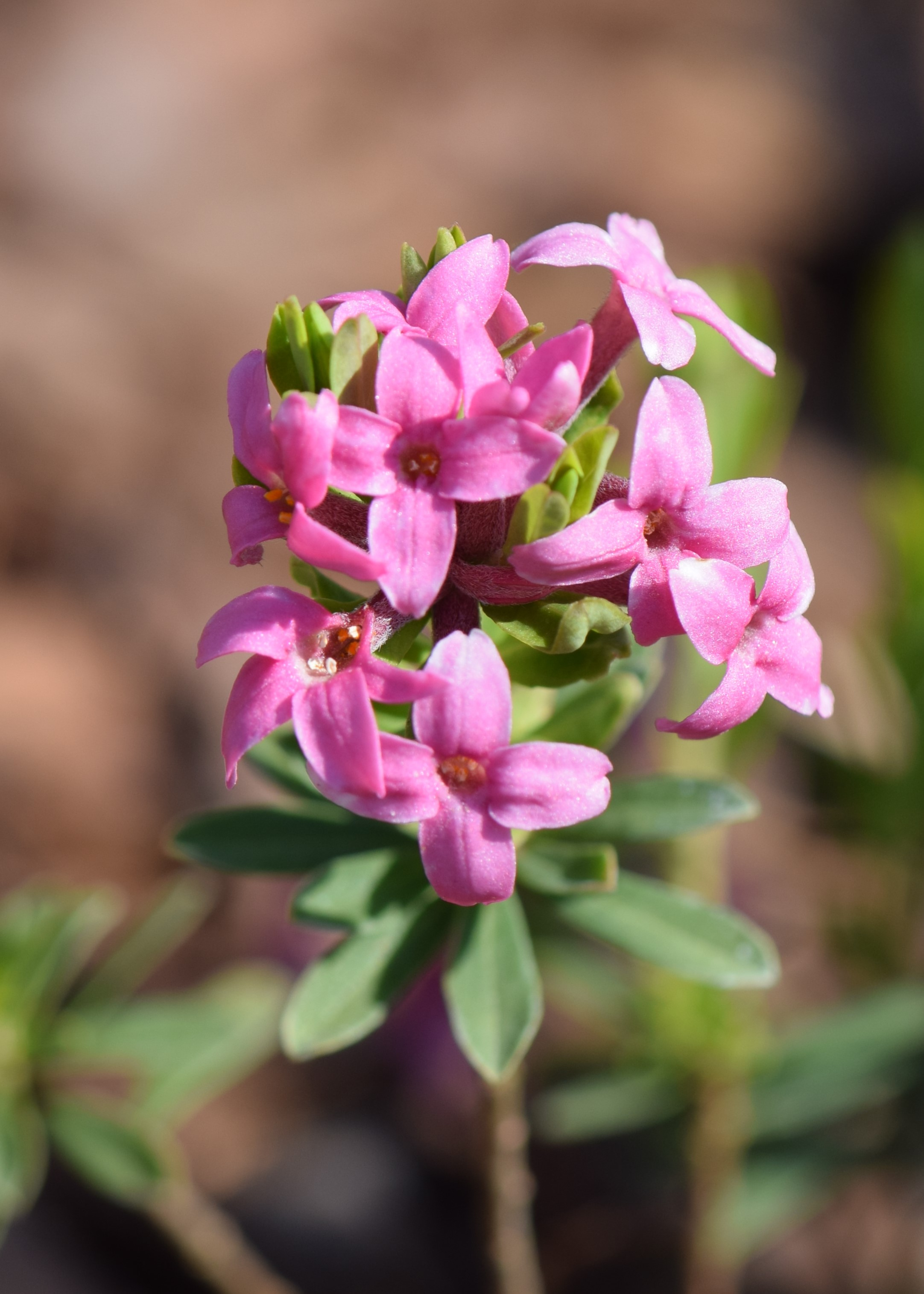
Kwiaty

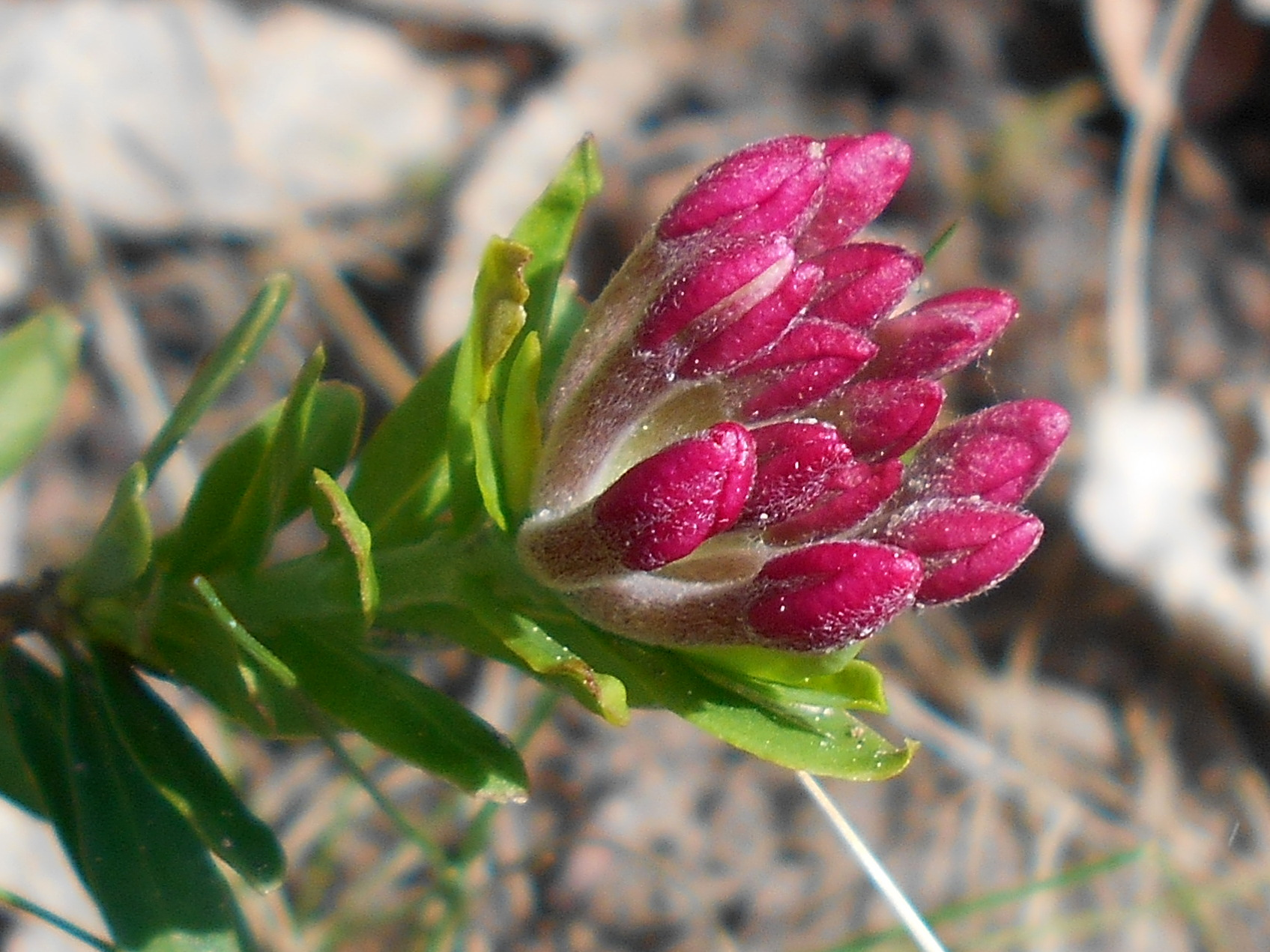
Pąki kwiatowe

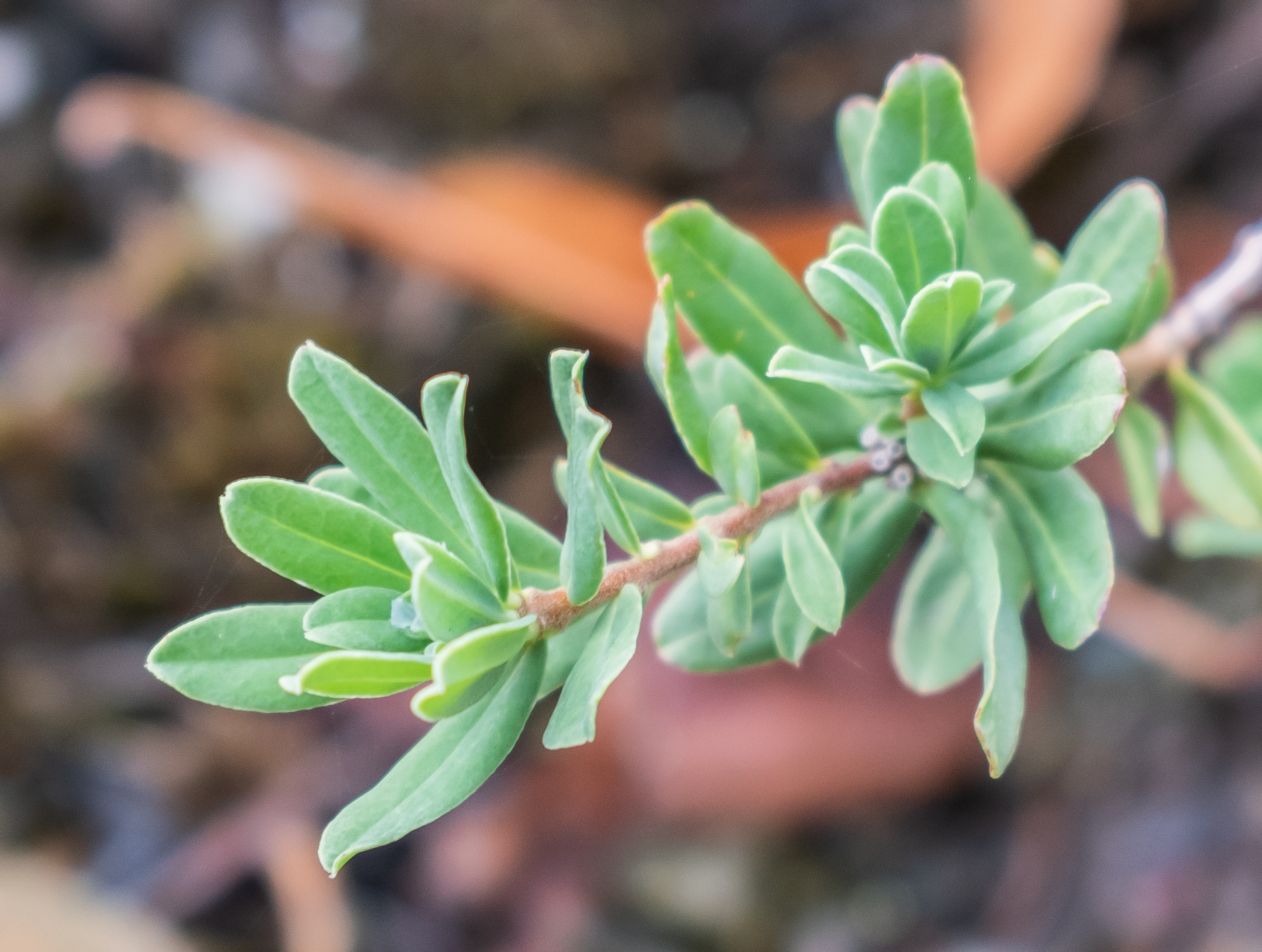
Liście

PokrójNiski, słabo rozgałęziony, zimozielony krzew lub krzewinka, wysokości 10–50 cm.
PędyPłożące, cienkie, szarobrunatne.
LiścieCiemnozielone, od spodu sinozielone, lancetowate, długości 1–2 cm i szerokości 3–5 mm, skórzaste, całobrzegie, na szczycie ostro zakończone.
KwiatyRóżowe lub białe, wonne, długości 1,3 cm, zebrane w szczytowych główkach po 5–10 sztuk.
OwoceŻółtobrunatne pestkowce.

## Biologia i ekologia
Kwitnie w maju i czerwcu. Ze względu na długą rurkę kwiaty są zapylane przez długopyszczkowe trzmiele i motyle. Siedlisko: widne bory sosnowe i zarośla, nasłonecznione stoki. Preferuje suche, jałowe, bogate w węglan wapnia gleby. W klasyfikacji zbiorowisk roślinnych gatunek charakterystyczny dla klasy Erico-Pinetea.  
Roślina trująca: cała roślina jest trująca.

## Zagrożenia i ochrona
Roślina objęta jest ścisłą ochroną gatunkową. Gatunek umieszczony na Czerwonej liście roślin i grzybów Polski (2006) i na obszarze Polski uznany za gatunek narażony na wyginięcie (kategoria zagrożenia V). W wydaniu z 2016 roku otrzymał kategorię CR (krytycznie zagrożony).
Znajduje się także w Polskiej czerwonej księdze roślin w kategorii CR (krytycznie zagrożony).

## Zastosowanie
Roślina ozdobna – chętnie sadzona w ogródkach skalnych. Wymaga słonecznego miejsca, stale wilgotnej i próchnicznej gleby. Rozmnaża się przez sadzonki lub przez odkłady. Źle znosi przesadzanie.